# 帝国議会 (ドイツ帝国)

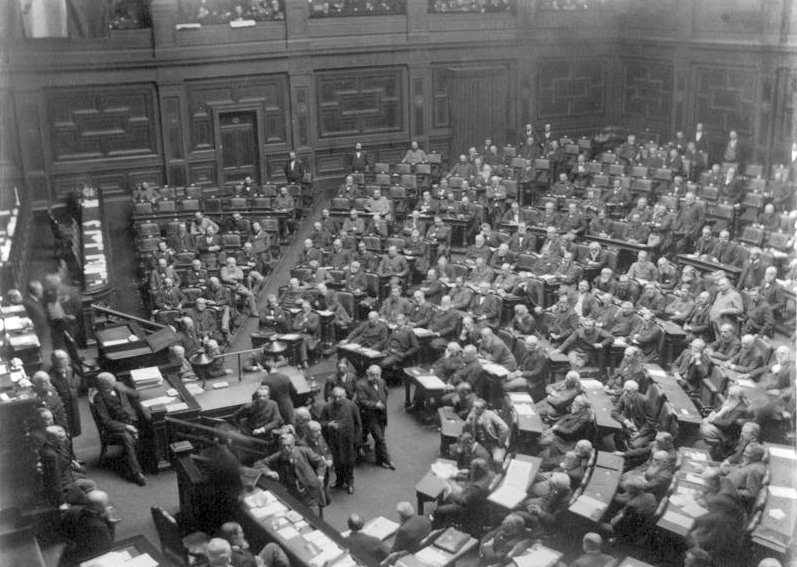
帝国議会（1889年）

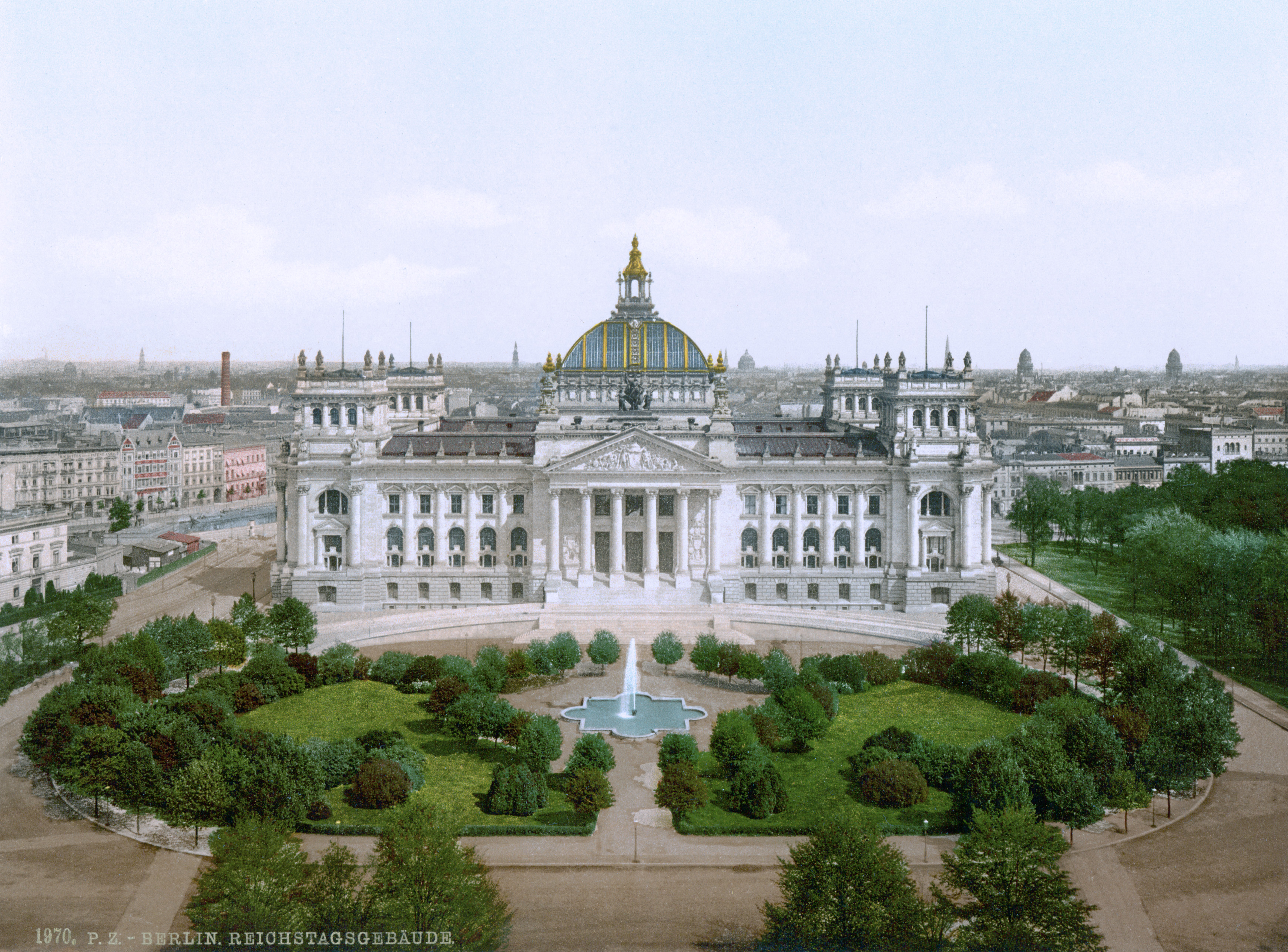
1900年頃の帝国議会議事堂

帝国議会（ていこくぎかい、ドイツ語: Reichstag）は、1871年から1918年までの帝政ドイツの国会。1871年4月16日のビスマルク憲法により設置された、皇帝、連邦参議院とともに帝政ドイツ国の統一性を体現する国家機関であった。
このページはいわゆる第二帝政期のReichstag（国会）の説明であるが、これ以外のドイツのReichstagについては国会 (ドイツ)を参照すること。

## 概要

### 選挙権
選挙権、被選挙権ともに25歳以上の男子。普通、直接、秘密選挙により行われた。

### 任期
当初は3年。1888年以降は5年。

### 定数
当初は382人。1874年以降は397人。

### 権限
立法権、予算審議権、決算承認権、条約承認権などがあった。しかし、連邦参議院に拒否権があり、宰相は帝国議会に責任を負わなかったため、きわめて限定的であった。

### 招集と解散
毎年皇帝が招集する。解散は皇帝の同意の下、連邦参議院の決議が必要であった。

## 帝国議会議長
| 帝国議会議長（1871年-1918年） |                                                                  |      |      |
| 代                            | 名前                                                             | 就任 | 退任 |
| 1                             | エドゥアルト・フォン・ジムゾン                                   | 1871 | 1874 |
| 2                             | マクシミリアン・フランツ・アウグスト・フォン・フォルケンベック   | 1874 | 1879 |
| 3                             | オット・テオドール・フォン・ゼイデヴィッツ                       | 1879 | 1880 |
| 4                             | アドルフ・フォン・アルミン＝ボイツェンブルク                     | 1880 | 1881 |
| 5                             | グスタフ・フォン・ゴスラー                                       | 1881 | 1881 |
| 6                             | アルベルト・エルドマン・カール・ゲルハルト・フォン・レフェツォウ | 1881 | 1884 |
| 7                             | ヴィルヘルム・フォン・ヴェーデル＝ピースドルフ                   | 1884 | 1888 |
| 8                             | アルベルト・エルドマン・カール・ゲルハルト・フォン・レフェツォウ | 1888 | 1895 |
| 9                             | ルドルフ・フライヘル・フォン・ブオル・ベレンベルク               | 1895 | 1898 |
| 10                            | フランツ・フォン・バレストレム                                   | 1898 | 1907 |
| 11                            | ウド・ツー・シュトルベルク＝ヴェルニゲローデ                     | 1907 | 1910 |
| 12                            | ハンス・フォン・シュヴェリン＝レーヴィッツ                       | 1910 | 1912 |
| 13                            | ヨハネス・ケンプフ                                               | 1912 | 1918 |
| 14                            | コンスタンティン・フェーレンバッハ                               | 1918 | 1918 |

## 著名な議員
- アウグスト・ベーベル（SDAP、のちにSPD）
- エドゥアルト・ベルンシュタイン（SPD）
- ウィルヘルム・ブロス（SPD）
- ルドルフ・フォン・ベニヒセン（国民自由党）
- ルートヴィヒ・ブリューエル（ハノーファー党及びヴェルフ党）
- カール・フローメ（SPD）
- ウィルヘルム・ハーゼンクレファー（全ドイツ労働者協会、のちにSDAP）
- ヴォイチェフ・コルファンティ（ポーランド党）
- ヘルマン・フォン・マリンクロット（中央党）
- フィリップ・エルンスト・マリア・リーバー（中央党）
- カール・リープクネヒト（SPD）
- ヴィルヘルム・リープクネヒト（SDAP、のちにSPD）
- アウグスト・ライヒェンシュペルガー（中央党）
- ペーター・ライヒェンシュペルガー（中央党）
- ブルクハルト・フォン・ショルレマー＝アルスト（中央党）
- パウル・ジンガー（SDAP、のちにSPD）
- ルートヴィヒ・ヴィントホルスト（中央党）
- オイゲン・リヒター（進歩党 (ドイツ)、自由思想家党、自由思想家人民党）
- フランツ・アウグスト・シェンク・フォン・シュタウフェンベルク（自由思想家党、帝国議会副議長）